# Гут, Ларри
Лоуренс Дэвид Гут — профессор математики Массачусетского технологического института.

## Образование и карьера
Окончил Йельский университет в 2000 году со степенью бакалавра математики.
В 2005 году защитил докторскую диссертацию по математике в Массачусетском технологическом институте под руководством Томаша Мровки.
Получил временную позицию в Стэнфорде и затем в Университете Торонто.
С 2011 года профессор Курантовского института математических наук Нью-Йоркского университета.
В 2012 году Гут перешёл в Массачусетский технологический институт, где он является профессором математики Клода Шеннона.

## Вклад
- Усилил систолическое неравенство Громова для существенных многообразий.[9]
- Вместе с Нетсом Кацем нашёл решение проблемы различных расстояний Эрдеша.[10]

## Признание
- Стипендия Альфреда П. Слоана в 2010 году [11] Он был приглашенным докладчиком на Международном конгрессе математиков в Индии в 2010 году, где рассказывал о систолической геометрии.[12][13]
- В 2013 году Американское математическое общество наградило Гута ежегодной Салемской премией, отметив его «большой вклад в геометрию и комбинаторику».[14]
- В 2014 году он получил премию Саймонса-исследователя.[15] В 2015 году он получил премию Clay Research Award.[16]
- Он был включен в класс стипендиатов Американского математического общества 2019 года «за вклад в гармонический анализ, комбинаторику и геометрию, а также за изложение математики высокого уровня».[17]
- 20 февраля 2020 года Национальная академия наук объявила, что Гут стал первым лауреатом новой премии Марьям Мирзахани по математике в размере 20 000 долларов для математиков среднего звена. В цитате говорится, что его награда присуждена «за разработку удивительных, оригинальных и глубоких связей между геометрией, анализом, топологией и комбинаторикой, которые привели к решению или значительным достижениям во многих выдающихся проблемах в этих областях».[18][19]
- В 2021 году он был избран членом Национальной академии наук США.[20]

## Личная жизнь
Он сын Алана Гута, физика-теоретика, известного своей теорией инфляции в космологии.